# Galeriegrab Mensfelden
Das Galeriegrab Mensfelden ist eine mögliche megalithische Grabanlage der Jungsteinzeit bei Mensfelden, einem Ortsteil von Hünfelden im mittelhessischen Landkreis Limburg-Weilburg.
Auf einem Feld bei Mensfelden wurde im Jahr 2001 beim Pflügen eine einzelne große Steinplatte aus Riffkalk entdeckt. Sie hat eine Länge von 1,2 m, eine Breite von 0,7 m und eine Dicke zwischen 0,4 m und 0,5 m. Das nächste natürliche Vorkommen von Riffkalk ist etwa 5 km von der Fundstelle der Platte entfernt. In ihrem Umfeld wurden zudem menschliche Skelettreste gefunden. Eine archäologische Untersuchung der Fundstelle, die Klarheit über das genaue Aussehen der Grabanlage bringen könnte, hat bislang nicht stattgefunden. Die aufgefundenen Knochen wurden an der Universität Mainz untersucht.